# Škoda 39T
Škoda 39T (торгова назва ForCity Smart Ostrava) — тип трамвая, серії Škoda ForCity, що випускався у 2021–2024 рр. компанією Škoda Transportation і призначений для Dopravní podnik Ostrava. 
38 з цих трамваїв були доставлені в Остраву.

## Дизайн
Тип 39T базується на моделі Škoda Artic, розробленій фінською Transtech, яку купила Škoda Transportation. 

Двосекційний однонаправлений шестивісний трамвай, з двостулковими дверима.
Перша секція встановлена на одному обертовому шасі, задня — на двох. Трамвай 100% низькопідлоговий. 

## Використання
Конкурс на постачання 40 трамваїв великої місткості був оголошений «Dopravní podnik Ostrava» (DPO) у вересні 2017 року 
, 
в ньому брали участь компанії «Škoda Transportation», Stadler Polska, CAF і консорціум компаній CRSC і Inekon Group. 
Через невиконання вимог або помилки останні три претенденти були виключені з конкурсу. 

Переможцем тендеру стала компанія «Škoda Transportation», яка була оголошена у вересні 2018 року, вартість контракту склала приблизно 1,9 мільярда крон. 

30 трамваїв мали бути поставлені, ще 10 мали опцію (чотири трамваї були використані DPO у жовтні 2020 року, п’ятий у червні 2021 року після серйозної аварії, яка потребувала зняття з експлуатації вагону Stadler Tango NF2, і ще три в червні 2022 року). 

Зовнішній вигляд трамваїв був представлений у липні 2019 року, перші транспортні засоби мали бути поставлені восени 2020 року. 

Через пандемію COVID-19 виробництво трамваїв було відкладено, а дати неодноразово змінені. 
У липні 2021 року «Dopravní podnik Ostrava» заявив, що перший трамвай для тест-драйвів має з’явитися в Остраві в другій половині 2021 року. 
Перші два трамваї були виготовлені на підприємствах «Škoda Transportation» у Пльзені, 

інші чотири у Салони «Škoda Vagonka» у Вітковіцях. 
 
З осені 2021 року виробництво цієї моделі було перенесено на територію «Škoda Ekova» 
, 
а чорнові конструкції кузовів доставлялися з Плзеня. 

Перший готовий трамвай, позначений номером 1751, презентували журналістам 6 жовтня 2021 року в приміщенні «Škoda Ekova» в Мартинові. 
З середини жовтня 2021 року розпочато тестові рейси без пасажирів 

і включили в тестову експлуатацію з пасажирами 29 листопада 2021 року 

Регулярна робота перших шести трамваїв розпочалася 21 лютого 2022 р. 

Поставки 38 замовлених одиниць були завершені в серпні 2024 р. 

| Держава | Місто   | Модель | Роки постачання | Кіл-сть | Номери рухомого складу | Примітки |        |
| ------- | ------- | ------ | --------------- | ------- | ---------------------- | -------- | ------ |
| Чехія   | Острава | 39T    | 2021–2024       | 38      | 1751–1788              |          | [ 13 ] |